# Edaphus carinifrons
Edaphus carinifrons is een keversoort uit de familie van de kortschildkevers (Staphylinidae). De wetenschappelijke naam van de soort werd voor het eerst geldig gepubliceerd in 2011 door Puthz.